# Johann Andreas Planer
Johann Andreas Planer (Strehla, ca. 1665 — Wittenberg, 30 de agosto de 1714) foi um matemático alemão.

## Vida
Planer ao que parece filho do padre Andreas Planer (Belgern, 1638 — Frauenhain, 1676). Começou em 29 de abril de 1678 uma formação na Landesschule Pforta. Provavelmente começou na Universidade de Leipzig um estudo básico de filosofia. Em 10 de abril de 1685 matriculou-se na Universidade de Wittenberg, onde estudou matemática com Michael Strauch, Martin Knorre e Johann Baptist Röschel. Em 29 de abril de 1686 obteve um grau acadêmico de Mestre em Filosofia, sendo em 30 de abril de 1699 professor adjunto da faculdade filosófica e em 26 de junho de 1702 professor de matemática básica. Após ser professor de matemática superior em 8 de fevereiro de 1709, foi no semestre de verão de 1712 reitor da Universidade de Wittenberg.

## Obras
- Epistola enthymematica sive extemporales cum indicibus accuratis epistolarum Ciceronis, plinii Bucheri, Schurzfleischii. Wittenberg 1706–1715, 3. Bde., 3. Bd. (Online)
- Diss. Nova de animae humanae propagatione sentia. Wittenberg 1712, Berlin 1739
- Diss. Duae de nive. Wittenberg 1694 und 1695
- Catalogus Johann Baptist Roeschelii cum ejusd. Vita. Wittenberg 1713
- Paradoxa Metaphysica. Wittenberg 1702
- Diss. Animo humano
- Diss. Historia Verisciae sigillatim urbis Curiae. Wittenberg 1701 (Online)
- Diss. De magnificentia et liberalitate. Wittenberg 1696
- Diss de minimis. Wittenberg 1712
- Panegryricum Joh. Henrico Feustkingio. Wittenberg 1714
- Oratio in memoriam Seb. Kirchmaieri.
- Praeclarissimo viro, Dn. Joanni Godofredo Bauero. 1698 (Online)